# Elimia variata
Elimia variata är en snäckart som först beskrevs av I. Lea 1861.  Elimia variata ingår i släktet Elimia och familjen Pleuroceridae. IUCN kategoriserar arten globalt som nära hotad. Inga underarter finns listade i Catalogue of Life.

## Bildgalleri

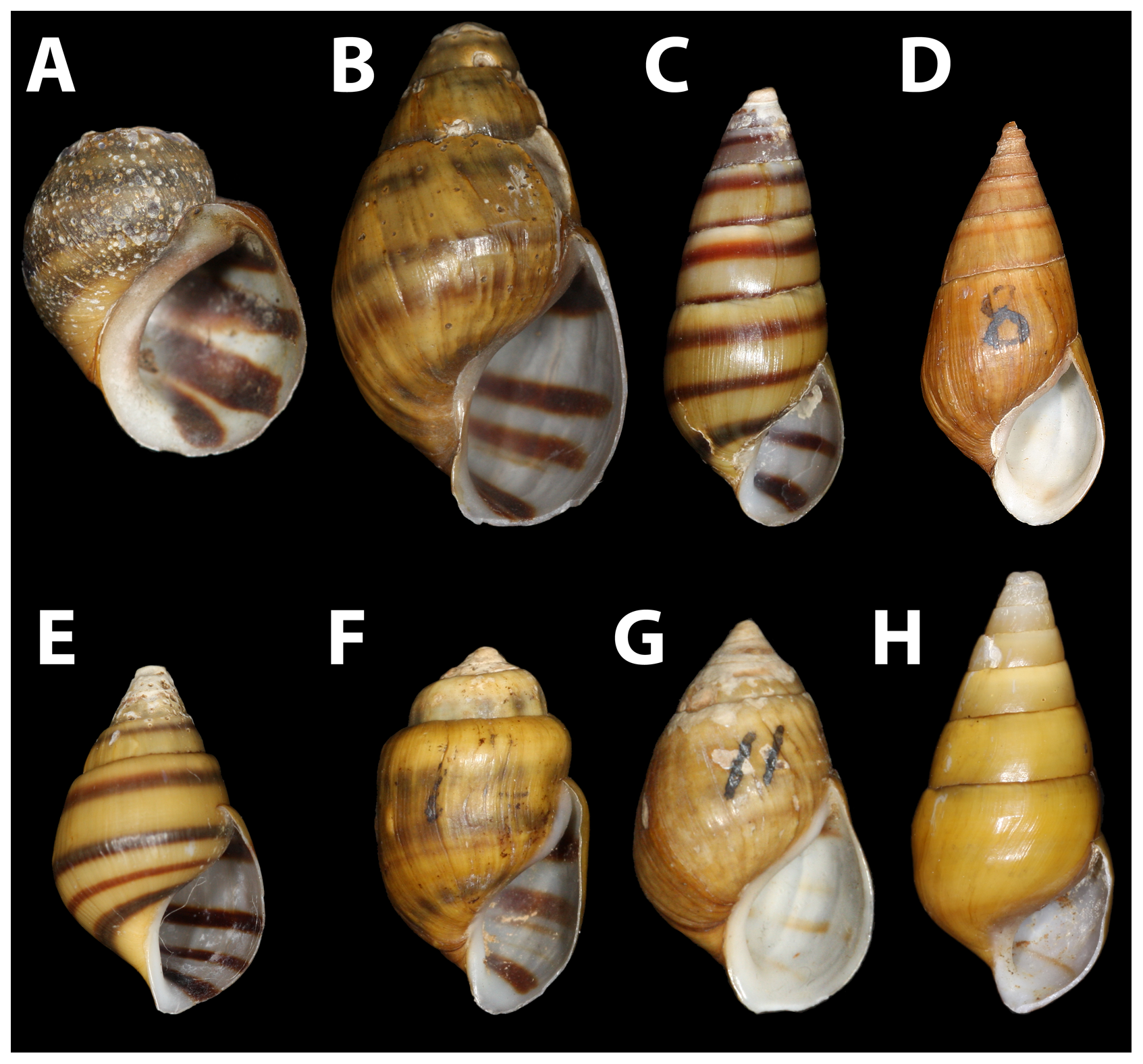